# Pierre Fabre
Pierre Jacques Louis Fabre (ur. 16 kwietnia 1926 w Castres, zm. 20 lipca 2013 w Lavaur) – francuski farmaceuta i biznesmen, założyciel koncernu Pierre Fabre Group.
W 1998 roku Pierre Fabre zdywersyfikował swoją działalność zakupując holding medialny Sud Communication. Wcześniej, w 1989 roku zakupił klub rugby Castres Olympique. W 2013 roku magazyn Challenge wycenił jego majątek osobisty na 1,2 miliarda euro.
W 2009 roku został odznaczony Krzyżem Wielkim Orderu Narodowego Legii Honorowej.